# Championnats de France d'athlétisme 1890
Navigation
Championnats 1889 Championnats 1891
Les Championnats de France d'athlétisme 1890 ont eu lieu le 18 mai 1890 aux Tuileries, à Paris. Cinq épreuves figurent au programme de cette compétition.

## Palmarès
| Discipline      | Athlète             | Athlète      |
| --------------- | ------------------- | ------------ |
| 100 m           | René Cavally        | 12 s 0       |
| 400 m           | Ricardo de Zevallos | 54 s 8       |
| 1 500 m         | Fernand Meiers      | 4 min 25 s 0 |
| 110 m haies     | René Cavally        | 16 s 8       |
| 4 000 m steeple | Maurice Dezaux      | 16 min 45 s  |